# Mirosław Hajdo
Mirosław Wojciech Hajdo (ur. 3 sierpnia 1970 w Tarnowie) – były polski piłkarz i trener.

## Kariera piłkarska
Jako zawodnik występował na pozycji pomocnika w klubach Pogórze Pleśna, Tarnovia Tarnów, Garbarnia Kraków, Górnik Wieliczka, Prądniczanka Kraków i Tramwaj Kraków.

## Kariera trenerska
W 1995 ukończył studia na Akademii Wychowania Fizycznego w Gdańsku, w 2006 został trenerem I klasy. Pracował jako nauczyciel wychowania fizycznego. Od 1998 związany był z Cracovią, gdzie przez kilka lat szkolił młodzież, był też asystentem opiekuna pierwszego zespołu (2001–2002), wreszcie krótko prowadził go w duecie z Włodzimierzem Kwiatkowskim (2002). Dowodząc drużyną juniorów młodszych Cracovii, doprowadził ją w 2005 do brązowego medalu mistrzostw Polski. W 2006 przez kilka miesięcy pomagał jako asystent Albinowi Mikulskiemu, gdy krakowski klub występował w I lidze.
Wiosną 2003 pracował w Dalinie Myślenice. W latach 2006–2007 trenował MZKS Alwernia, następnie Kolejarza Stróże (2007–2008 i 2009) z przerwą na Kmitę Zabierzów (2009). W sezonie 2009/10 znalazł się w Resovii.
We wrześniu 2010 objął pierwszoligową Termalikę Bruk-Bet Nieciecza. Już w październiku podał się do dymisji, lecz zarząd klubu jej nie przyjął. Z zespołem pożegnał się w 2011, trenując w kolejnych latach Przebój Wolbrom (2011–2012), Chojniczankę Chojnice (2012) i od stycznia do sierpnia 2013 Sandecję Nowy Sącz.
13 maja 2014 objął na krótko stanowisko trenera w ekstraklasowej Cracovii, zastępując Wojciecha Stawowego. Od 9 września 2014 do 15 października 2018 pracował w Garbarni Kraków, którą poprowadził do dwóch awansów – z III do II ligi (2017), a rok później po wygranych barażach z Pogonią Siedlce do I ligi. Klub rozstał się z nim w następstwie słabych wyników osiąganych na zapleczu Ekstraklasy.
24 czerwca 2019 został trenerem Motoru Lublin, z którym wygrał rozgrywki grupy IV czwartego poziomu rozgrywkowego sezonu 2019/20, uzyskując awans na szczebel centralny. Z klubem tym pożegnał się 13 grudnia 2020. 6 września 2022 został trenerem Resovii.